# The Amazing Race 10
The Amazing Race 10 là chương trình thứ 10 của loạt chương trình truyền hình thực tếThe Amazing Race. The Amazing Race 10 bao gồm 12 đội hai người đã quen biết từ trước trong cuộc đua vòng quanh thế giới.
Bạn thân Tyler & James đã giành chiến thắng chung cuộc trong Cuộc đua lần này.

## Sản xuất

### Quay phim
Chương trình bắt đầu ghi hình ngày 27/5/2006 và hoàn tất ngày 24/6/2006.
The Amazing Race 10 đi hơn 64000 km vòng quanh 4 châu lục và 13 quốc gia, kỉ lục về số quốc gia mà chương trình từng đi đến trong một chương trình. Đây là lần đầu tiên Cuộc đua đi đến 6 trong số 13 quốc gia này: Mông Cổ, Kuwait, Mauritius, Madagascar, Phần Lan và Ukraina. Việt Nam là quốc gia duy nhất mà chương trình giành trọn 2 tập lần lượt tại Hà Nội và Hạ Long. Không như những lần trước, cuộc đua lần này gần như đi trọn vẹn một vòng trái đất theo hướng tây sang đông. Chương trình vượt Thái Bình Dương trong chặng đầu tiên và Đại Tây Dương trong chặng chung kết.
The Amazing Race 10 lần đầu tiên chứng kiến 2 đội bị loại trong cùng một chặng: ở giữa chặng và cuối chặng. Intersection – Giao điểm cũng ra đời trong chương trình này. Intersection xuất hiện cùng với Fast Forward, cho phép đội bắt cặp đầu tiên hoàn thành thử thách Tăng tốc sẽ giành quyền đi thẳng đến Trạm dừng cho cả hai đội thành viên. 
Ngoài ra, hình phạt do về chót trong chặng an toàn cũng được thay đổi. Đội bị đánh dấu loại sẽ phải chịu hình phạt 30 phút khi điểm danh tại cuối chặng tiếp theo, trừ khi họ về nhất.
Trong 2 chặng ở Việt Nam, tất cả các route marker có màu vàng – trắng thay vì vàng – đỏ để tránh sự nhầm lẫn với cờ của Việt Nam Cộng hòa (khác với cờ hiện tại của Cộng hòa Xã hội chủ nghĩa Việt Nam). Chặng 4 diễn ra tại Việt Nam là chặng đầu tiên nhà tổ chức cung cấp cho các đội tiền địa phương tại điểm xuất phát.
Lyn trả lời phỏng vấn sau cuộc đua rằng nhà của cô đã bị trộm và cô đã tái hôn với chồng trước, Chris.
Chặng 4 tại Hạ Long được kênh truyền hình CBS chọn để tranh cử giải Emmy 2007. Chặng thi này giành được tổng cộng 5 đề cử, bao gồm Chương trình truyền hình thực tế xuất sắc và đã giành được giải này lần thứ 5 liên tiếp.

### Đội thi
Hạn chót nộp đọn đăng ký được gia hạn tới 20/1/2006 (trễ một tuần so với dự kiến). Các đội thi vượt qua vòng loại được mời phỏng vấn vào khoảng cuối tháng hai, đầu tháng ba. Đợt phỏng vấn cuối cùng diễn ra tại Los Angeles vào cuối tháng ba, đầu tháng tư. 
The Amazing Race 10 có tổng cộng 12 đội thi. Nhóm thí sinh của chương trình lần này được nhiều người đáng giá là đa dạng nhất trong lịch sử các chương trình truyền hình thực tế. Các đội thi tiêu biểu có thể kể đến như đôi bạn thân đạo Hồi, cặp tình nhân gốc Ấn, đội hoạt náo viên, đội hoa hậu.
Dustin đã kết hôn với tình nhân thời đại học của cô. Cô và đồng đội Kandice cùng với David & Mary đã được chọn tham gia trong cuộc đua The Amazing Race Kì cựu. David & Mary còn xuất hiện trên chương trình The View, họ đã được tặng một chuyến du lịch và một ngôi nhà mới. Jamie đạt danh hiệu Hoa hậu bang Nam Carolina năm 2008 và đã tham dự vào trong cuộc thi Hoa hậu Mỹ tại Las Vegas vào 11/4/2008. Dustin và Kandice là ban cùng phòng khi tham dự vào cuộc thi sắc đẹp này vào năm 2004 và đã trở thành bạn thân.
Lyn & Karlyn là đội toàn nữ đầu tiên lọt vào chặng chung kết của một cuộc đua. Tuy nhiên, đến chương trình 17, đội toàn nữ đầu tiên, Nat & Kat đã giành chiến thắng chung cuộc của một kì "The Amazing Race".

## Kết quả
Các đội sau đã tham gia vào cuộc đua và được sắp xếp theo thứ hạng sau kết thúc chặng đua. Quan hệ giữa 2 thành viên trong một đội được ghi nhận vào lúc cuộc đua diễn ra. Bảng sau không hoàn toàn ghi lại tất cả những sự kiện xảy ra trong cuộc đua mà chỉ là những thông tin tiêu biểu và chính yếu nhất trong từng chặng.
| Đội              | Quan hệ       | Thự hạng từng chặng | Thự hạng từng chặng | Thự hạng từng chặng | Thự hạng từng chặng | Thự hạng từng chặng | Thự hạng từng chặng | Thự hạng từng chặng | Thự hạng từng chặng | Thự hạng từng chặng | Thự hạng từng chặng | Thự hạng từng chặng | Thự hạng từng chặng | Thực hiện Roadblock5 |
| Đội              | Quan hệ       | 1                   | 2                   | 3                   | 4><                 | 5                   | 6                   | 7                   | 86                  | 98                  | 10                  | 11                  | 12                  | Thực hiện Roadblock5 |
| ---------------- | ------------- | ------------------- | ------------------- | ------------------- | ------------------- | ------------------- | ------------------- | ------------------- | ------------------- | ------------------- | ------------------- | ------------------- | ------------------- | -------------------- |
| Tyler & James    | Người mẫu     | 1                   | 2                   | 2                   | 3                   | 6                   | 6                   | 2                   | 2 ^ (1)             | 1                   | 1                   | 3                   | 1                   | Tyler 5, James 6     |
| Rob & Kimberly   | Hẹn hò        | 5                   | 6                   | 3                   | 1                   | 3                   | 3                   | 3                   | 3 ^ (1)             | 3                   | 3                   | 1                   | 2                   | Rob 6, Kimberly 5    |
| Lyn & Karlyn     | Bạn bè        | 9                   | 9                   | 6                   | 6                   | 5                   | 4                   | 5                   | 5 (3)               | 4                   | 2<                  | 2                   | 3                   | Lyn 5, Karlyn 7      |
| Dustin & Kandice | Hoa hậu       | 4                   | 5                   | 4                   | 7                   | 2                   | 2                   | 1                   | 1 (2)               | 2                   | 4 *>                | 49                  |                     | Dustin 6, Kandice 5  |
| Erwin & Godwin   | Anh em        | 7                   | 8                   | 1                   | 4                   | 4                   | 5                   | 4                   | 4 (2)               | 5                   |                     |                     |                     | Erwin 4, Godwin 5    |
| David & Mary     | Vợ chồng      | 10                  | 7                   | 7                   | 5                   | 7 *                 | 1 ^                 | 6 *                 | 6 (3)7              |                     |                     |                     |                     | David 4, Mary 2      |
| Peter & Sarah    | Mới hẹn hò    | 3                   | 1                   | 5                   | 2                   | 1                   | 74                  |                     |                     |                     |                     |                     |                     | Peter 4, Sarah 2     |
| Tom & Terry      | Tình nhân     | 8                   | 4                   | 83                  | 8                   |                     |                     |                     |                     |                     |                     |                     |                     | Tom 2, Terry 2       |
| Duke & Lauren    | Cha/Con gái   | 2                   | 3                   | 9                   |                     |                     |                     |                     |                     |                     |                     |                     |                     | Duke 2, Lauren 1     |
| Kellie & Jamie   | Hoạt náo viên | 6                   | 102                 |                     |                     |                     |                     |                     |                     |                     |                     |                     |                     | Kellie 1,3 Jamie 1   |
| Vipul & Arti     | Vợ chồng      | 11                  |                     |                     |                     |                     |                     |                     |                     |                     |                     |                     |                     | Vipul 1, Arti 0      |
| Bilal & Sa'eed   | Bạn thân      | 12                  |                     |                     |                     |                     |                     |                     |                     |                     |                     |                     |                     | Bilal 1, Sa'eed 0    |

Chú giải 1:  Chặng 1 là chặng loại kép đầu tiên trong lịch sử cuộc đua. Bilal & Sa'eed bị loại ở giữa chặng một trong khi Vipul & Arti bị loại tại Trạm dừng của chặng này.

Chú giải 2:  Kellie không thể thực hiện Roadblock trong chặng 2. Khi đã là đội về chót, họ điểm danh tại Trạm dừng và bị loại.

Chú giải 3:  Tom & Terry ban đầu về thứ 2 nhưng chịu hình phạt 30 phút do đã sử dụng xe gắn máy để di chuyển tới các địa điểm thi trong khi phương tiện này đã bị cấm vì lý do an toàn. 6 đội đã điểm danh trong khoảng thời gian này, làm họ rơi xuống vị trí thứ 8.

Chú giải 4:  Peter & Sarah chưa hoàn thành thử thách Lựa chọn kép nhưng do tất cả các đội đã điểm danh tại Trạm dừng nên họ được hướng dẫn đi thẳng đến Trạm dừng và bị loại.

Chú giải 5:  Số lượng Roadblock không bao gồm những thử thách không được phát sóng.

Chú giải 6:  Hai đội cùng nhau hoàn thành Tăng tốc nên được phép bỏ hết các thử thách còn lại và đi thẳng đến Trạm dừng.

Chú giải 7:  David & Mary ban đầu về thứ 5 nhưng chịu hình phạt 30 phút do bị đánh dấu loại và không về nhất trong chặng này. Trong khoảng thời gian này, Lyn & Karlyn – đội duy nhất đang bám theo David & Mary – đã kịp điểm danh, dẫn đến David & Mary bị loại khi thời gian phạt của họ vẫn còn 20 phút.

Chú giải 8:  Chặng 9 là một chặng dài, gồm có 2 Detour, 2 Roadblock và được chiếu trong 2 tập.

Chú giải 9:  Tuy Dustin & Kandice đã bị đánh dấu loại nhưng do họ đã về chót nên đã bị loại trực tiếp mà không phải chịu hình phạt 30 phút.

Màu xanh lá biểu thị đội đã bị loại.

Dấu * biểu thị đội về chót trong một chặng an toàn.

^ biểu thị đội giành được Fast Forward.

>/< biểu thị đội sử dụng Yield/đội bị Yield tác động.

>< biểu thị chặng đua có Yield nhưng không đội nào sử dụng.

Màu đỏ biểu thị đội về nhất.

() biểu thị trình tự của các đội bắt cặp được thành lập. Các đội có cùng số thứ tự trong dầu ngoặc là hai đội bắt cặp cùng nhau.

## Tổng hợp cuộc đua

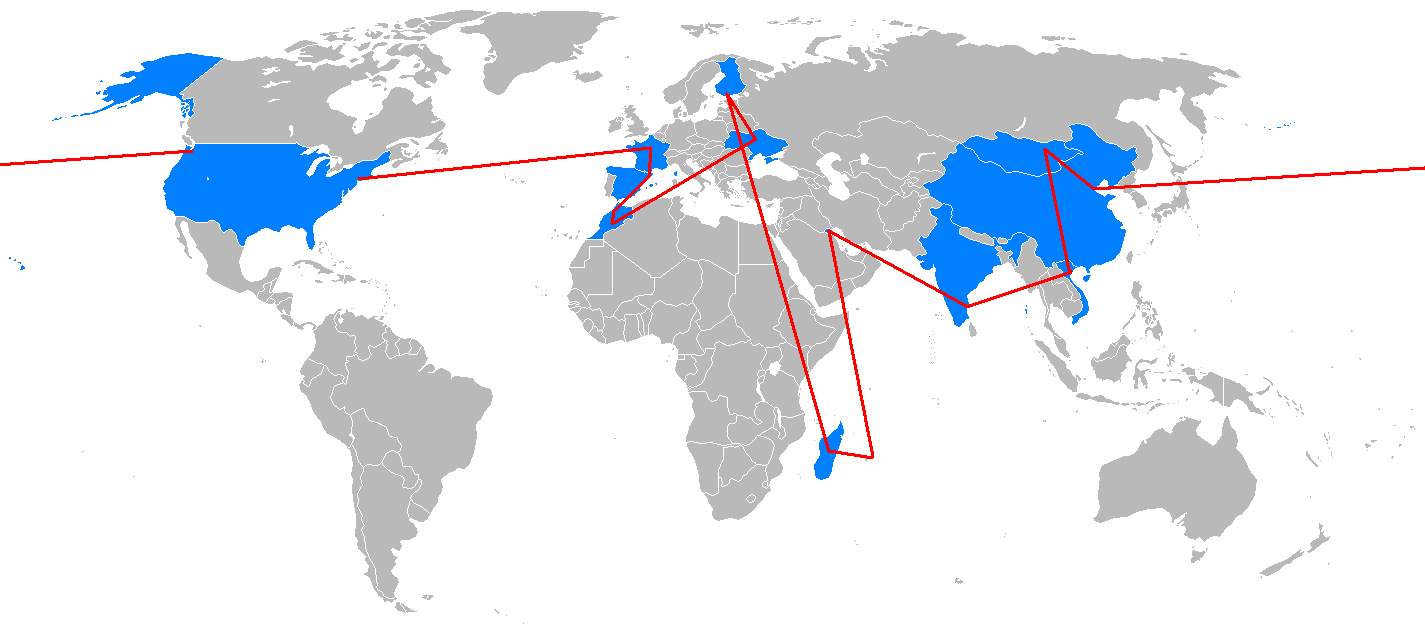
Lộ trình cuộc đua

### Chặng 1 (Hoa Kỳ → Cộng hòa nhân dân Trung Hoa)

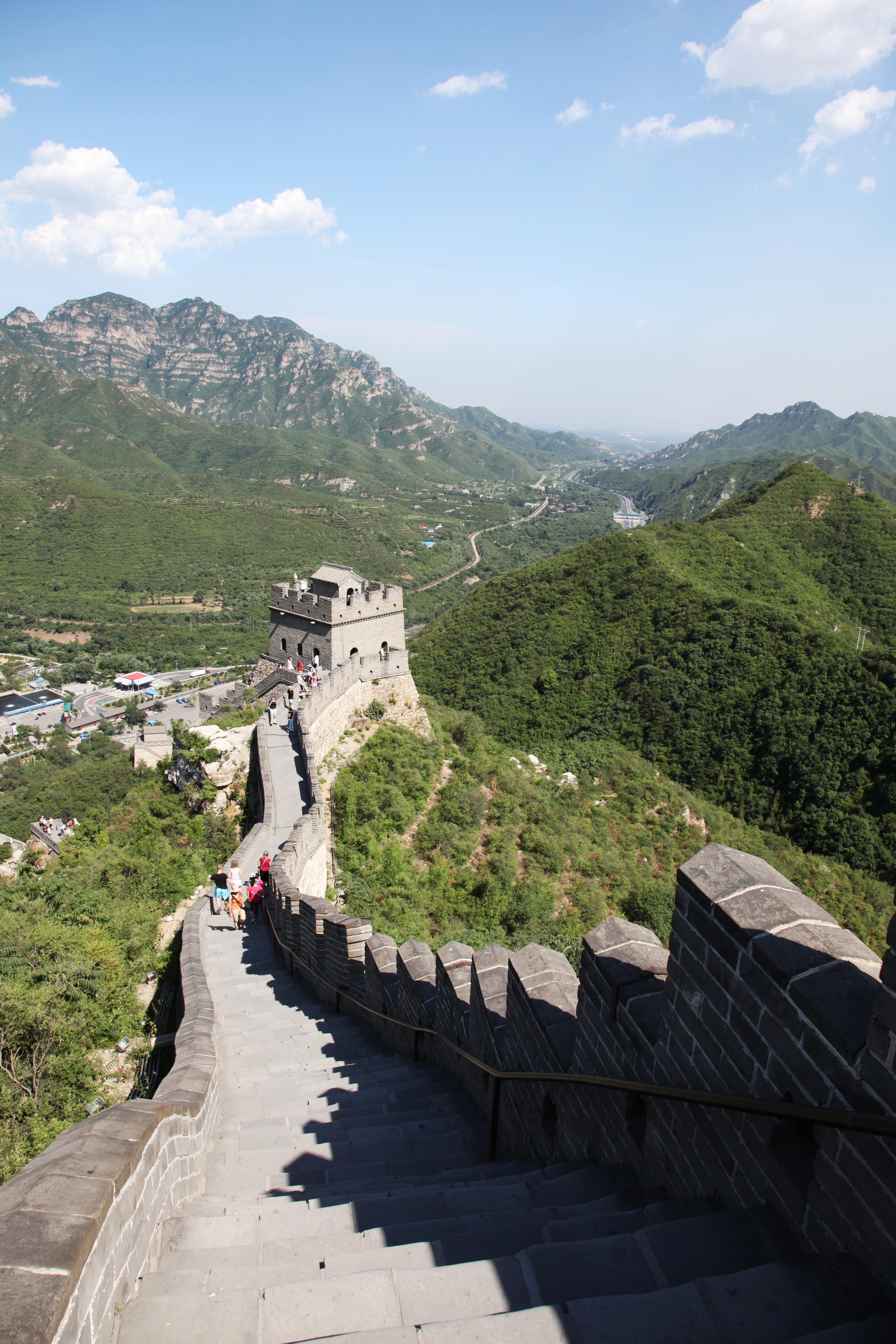
Vạn lý trường thành nhìn từ Cư Dụng Quan, Trạm dừng đầu tiên của cuộc đua.

- Seattle, Washington,  Hoa Kỳ (Công viên Gas Works) (Điểm xuất phát)
- Seattle (Sân bay quốc tế Seattle-Tacoma) đi Bắc Kinh,  Trung Quốc (Sân bay quốc tế Thủ Đô Bắc Kinh)
- Bắc Kinh (Nhà hàng Gold House)
- Bắc Kinh (Tử Cấm Thành – Ngọ Môn) (Điểm loại)
- Bắc Kinh (Hậu Hải)
- Bắc Kinh (Vạn lý trường thành – Cư Dụng Quan)

Roadblock của chặng một yêu cầu một thành viên của mỗi đội phải ăn hết một chén mắt cá, đặc sản quen thuộc của ẩm thực Trung Hoa.
 Detour là lựa chọn giữa Lao động và Thư giãn (Labor or Leisure). Trong Lao động, các đội phải đi một đoạn 1 dặm (1,6 km) bằng xe kéo đến chợ Run De Li. Tại đây, các đội sử dụng gạch để xây một đoạn đường theo phước thức Trung Quốc. Trong Thư giãn, các đội đi xe kéo tới công viên Beihai để tham gia vào một phương pháp thư giãn của người Trung Quốc, được biết dưới tên gọi Taiji Bailong. Các đội phải giữ thăng bằng một quả bong trên một thanh giầm.
Thử thách phụ
- Tại Ngọ Môn, các đội lần lượt đăng ký vào một trong ba giờ khởi hành vào sang hôm sau. Đội cuối cùng đến đây sẽ bị loại.
- Trước khi vào Vạn Lý Trường Thành, các đội phải sử dụng dây thừng để trèo đến Trạm dừng đầu tiên.

### Chặng 2 (Cộng hòa nhân dân Trung Hoa → Mông Cổ)

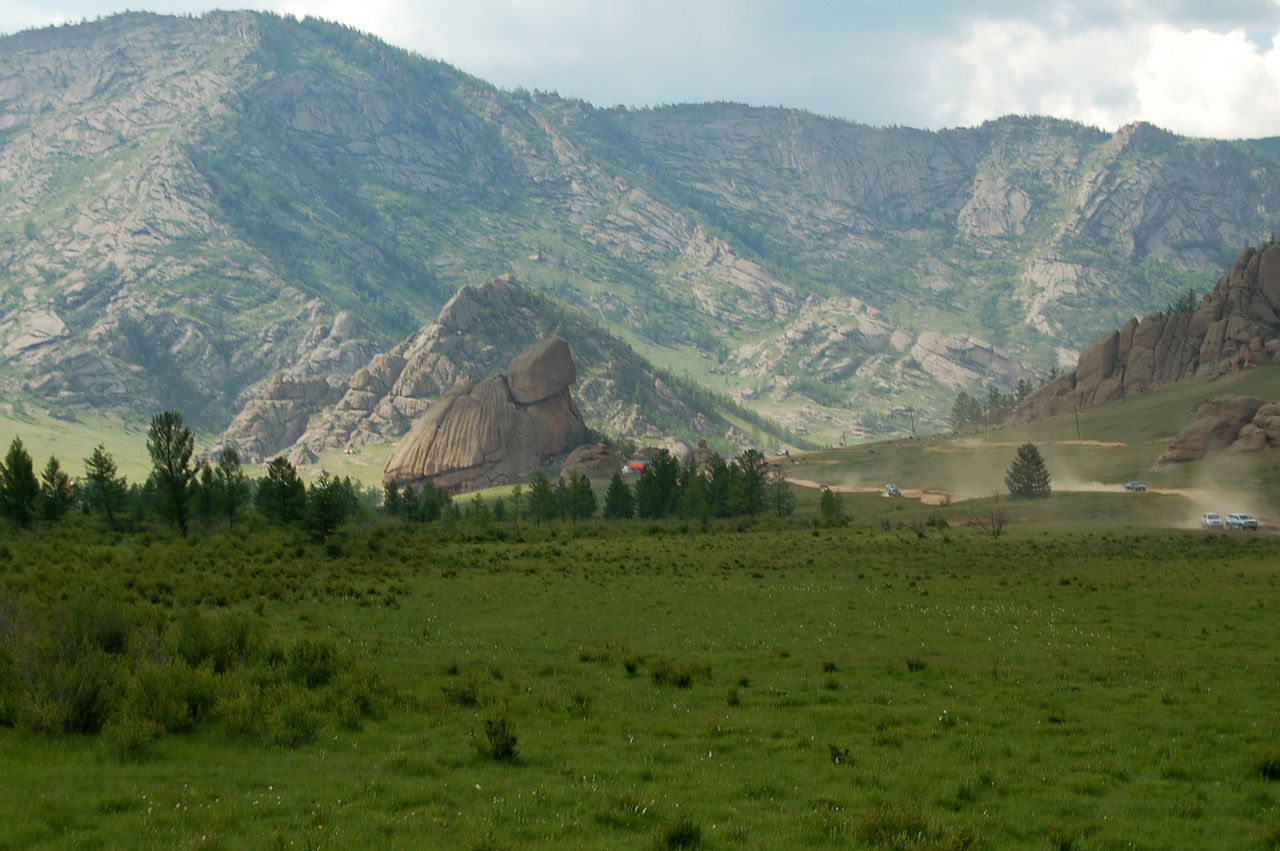
Công viên quốc gia Gorkhi-Terelj, nơi các đội thực hiện Lựa chọn kép của chặng.

- Erenhot, Nội Mông (Trạm xe lửa Erlian) đi Ulaanbaatar,  Mông Cổ (Trạm xe lửa Ulaanbaatar)
- Ulaanbaatar (Tu viện Choijin Lama)
- Terelj (Công viên quốc gia Gorkhi-Terelj)
- Gachuurt, Ulaanbaatar (Hotel Mongolia Lưu trữ ngày 21 tháng 1 năm 2009 tại Wayback Machine)

Lựa chọn kép gồm Tháo xuống và Rót đầy (Take It Down or Fill It Up). Trong Tháo xuống, các đội phải tháo những tấm vải bạt được dùng làm tường và mái của những chiếc lều du mục truyền thống được biết dưới tên gọi yurt, cuộn chúng lại và thồ lên một con lạc đà. Trong Fill it Up, các đội lấy một xe đẩy, được kéo bởi một con hynik và chở bốn chiếc lu đi đến một con sông. Tại đây họ phải rót đầy 4 chiếc lu này và trở về vị trí ban đầu.
 Chướng ngại vật yêu cầu các thí sinh phải sử dụng một cây cung truyền thống của Mông Cổ bắn một cây tên đang cháy vào đúng mục tiêu các đó 160 foot (49 m). Sau khi hoàn thành, các đội chạy đền Trạm dừng là một mái đình nằm trên đồi.
Thử thách phụ
- Khi đến Công viên quốc gia, các đội phải đội chiếc mũ truyền thống của quân đội Mông Cổ và cưỡi ngựa một đoạn dài 4 km.

### Chặng 3 (Mông Cổ → Việt Nam)

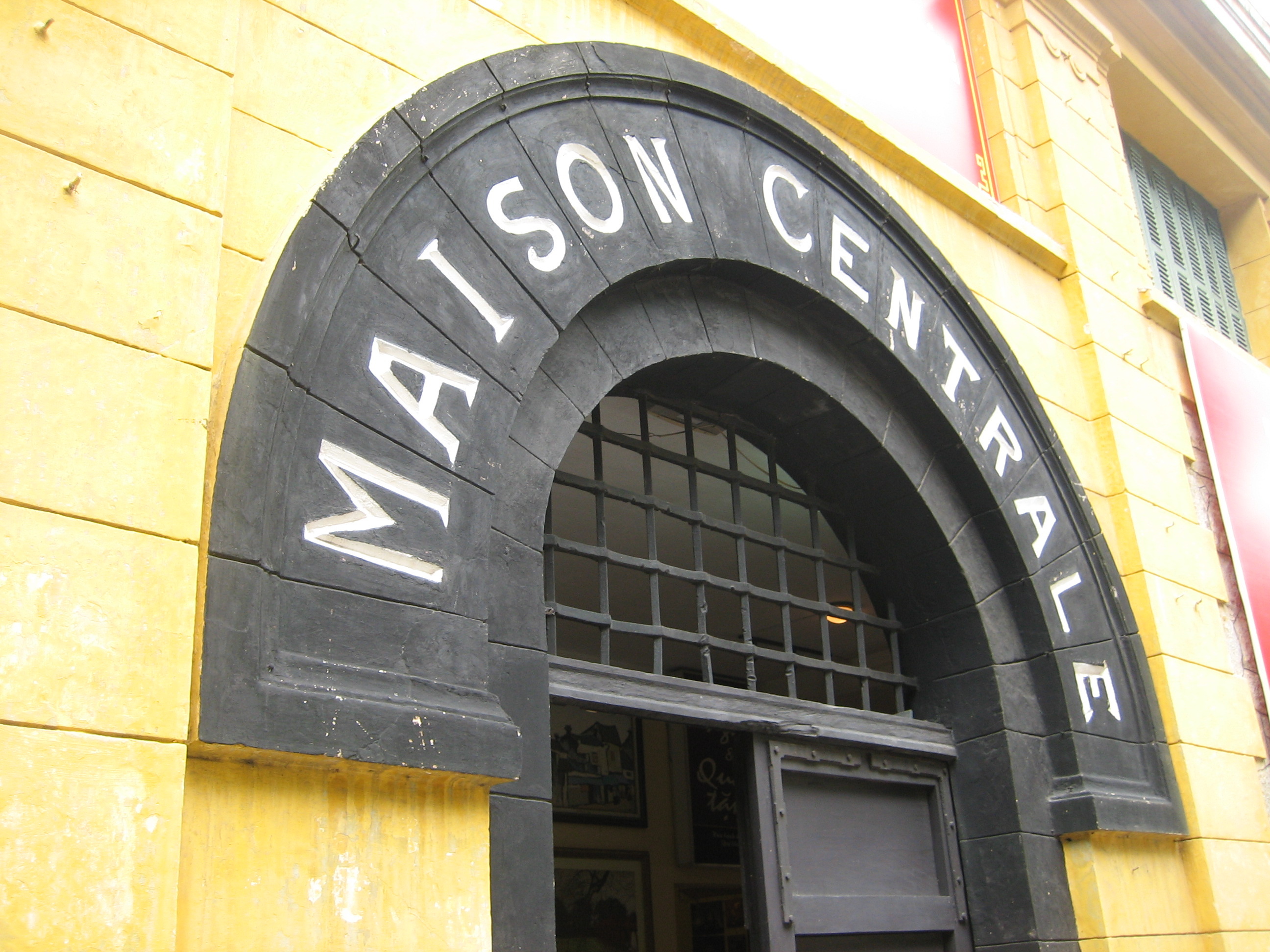
Nhà lao Hỏa Lò, Hà Nội, nơi các đội phải tìm chiếc áo bay của John McCain.

- Ulaanbaatar (Khách sạn Chinggis Khaan)
- Ulaanbaatar (Sân bay quốc tế Thành Cát Tư Hãn) đi Hà Nội,  Việt Nam (Sân bay quốc tế Nội Bài)
- Hà Nội (Hỏa Lò)
- Hà Nội (Phố cổ ở quận Hoàn Kiếm – Tiệm hoa Thoa ở 55 Hàng Mã)
- Hà Nội (Bến xe Gia Lâm) đi Phố Vác
- Phố Vác (chùa Dinh Vác)
- Phố Vác (Cánh đồng Đĩa)

Trong Roadblock của chặng này, các thí sinh phải chạy xe đạp để bán 80,000 đồng tiền hoa. Họ được phép giữ số tiền này cho chặng tiếp theo.
Trong Detour, các đội lực chọn giữa Chất đốt và Lồng chim (Fuel or Fowl). Thử thách Chất đốt yêu cầu các đội đi đến nhà của Nguyĕn Văn Thuý, dùng một công cụ ép truyền thống để tạo ra 30 bánh than tròn từ than ướt. Thử thách Lồng chim yêu cầu các đội đi đến Nhà Thò và phải làm một lồng chim truyền thống từ các vật liệu địa phương.
Thử thách phụ
- Tại Hỏa lò, các đội phải tìm ra được chiếc áo bay của John McCain để nhận được đầu mối tiếp theo.

### Chặng 4 (Việt Nam)
- Hà Nội (Công viên Lý Thái Tổ)

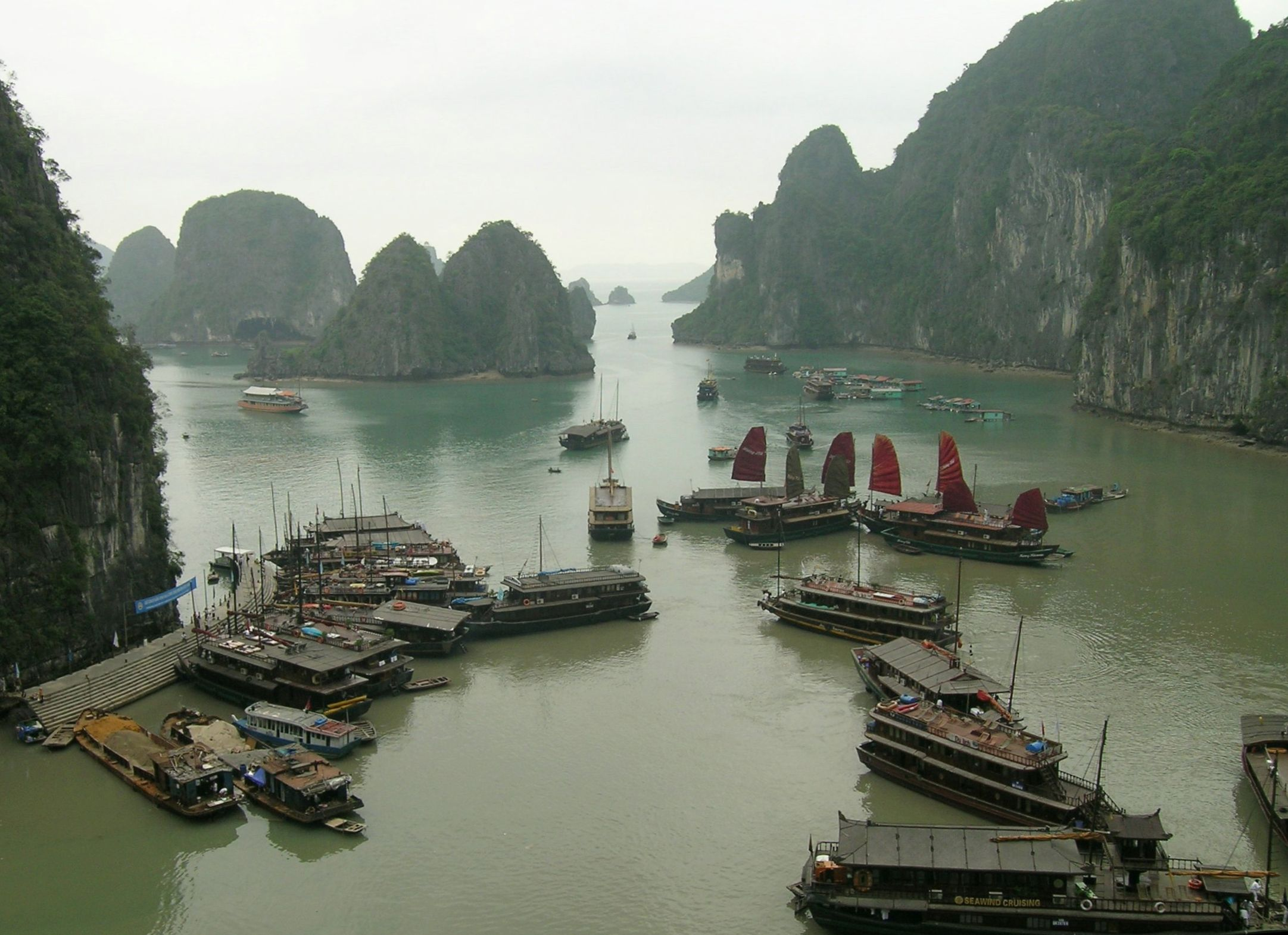
Vịnh Hạ Long, nơi diễn ra chặng 4 của cuộc đua.

- Hà Nội (Bến xe Gia Lâm) đi Vịnh Hạ Long, Quảng Ninh (Bến xe Bãi Cháy)
- Hạ Long (Bến tàu cánh ngầm)  (không được sử dụng, không được phát sóng)
- Hạ Long (Vịnh Hạ Long – Hòn Yên Ngựa)
- Hạ Long (Vịnh Hạ Long – Hang Sửng Sốt)
- Ha Long (Vịnh Hạ Long – Đảo Soi Sim)

Chướng ngại vật của chặng này đòi hỏi các thí sinh phải leo một vách đá cao 90 foot (27 m) để lấy được đầu mối kế tiếp.
 Lựa chọn kép gồm Trên và Dưới (Over or Under). Các đội được đưa ra giữa vịnh bằng thuyền buồm, sau đó mỗi đội sẽ phải chèo một chiếc xuồng nhỏ để thực hiện thử thách Lựa chọn kép của chặng này. Trong Trên, các đội chèo đến một chiếc thuyền phân phối. Tới nơi, các đội phải chất đủ hàng hóa rồi chèo đến một làng nổi để chuyển số hàng đến đúng địa chỉ được giao. Khi đã hoàn thành, họ phải chèo trở lại chiếc thuyền phân phối, người thuyền trưởng sẽ đưa cho họ đầu mối tiếp theo. Trong Dưới, các đội chèo đến một trại nuối cấy ngọc trai. Tại đây, họ phải chọn một dãy phao và thu hồi 30 chiếc vỉ nuôi cây ngọc trai. Sau đó họ phải mang 30 chiếc vỉ này về trại nuôi cấy ngọc trai để nhận đầu mối tiếp theo.
Thử thách phụ
- Ở đầu chặng, các đội nhận được 588,000₫.
- Tại công viên Lý Thái Tổ, các đội lằng nghe địa điểm kế tiếp được thông báo qua một chiếc loa lớn: Bến xe Bãi Cháy ở vịnh Hạ Long.

### Chặng 5 (Việt Nam → Ấn Độ)
- Hải Phòng (Ga Hải Phòng) đi Hà Nội (Ga Hà Nội)
- Hà Nội (Sân bay quốc tế Nội Bài) đi Chennai, bang Tamil Nadu,  Ấn Độ (Sân bay quốc tế Chennai)
- Mamallapuram (Cửa tiệm Mĩ thuật & Thủ công mỹ nghệ Vallavar)
- Chennai (Trường dạy lái xe Karthik)
- Chennai (Nhà Chettinad Lưu trữ ngày 4 tháng 8 năm 2010 tại Wayback Machine)

Detour của chặng gồm Wild Things và Wild Rice. Để thực hiện Wild Things, các đội đi tới Trại nuôi cá sấu Madras, tìm đến ô 16. Tại đây, các đội phải giúp các nhân viên trói một con cá sấu đầm lầy và mang nó đến một ô mới. Trong Wild Rice, các đội đi đến đền Sri Sthala Sayana Perumal và chọn một mẫu trang trí hình hoa nằm trên sàn. Dựa trên mẫu này, các đội phải hoàn thành mẫu trang trí bằng gạo có tẩm màu.
 Roadblock của chặng này yêu cầu một thí sinh của mỗi đội phải hoàn thành một bài học lái xe ở Ấn Độ khi chạy ở bên trái làn đường.

### Chặng 6 (Ấn Độ → Kuwait)
- Chennai (Sân bay quốc tế Chennai) đi Thành phố Kuwait,  Kuwait (Sân bay quốc tế Kuwait)
- Thành phố Kuwait (Tháp Kuwait)
- Jahra (Giếng dầu – Đường vòng quanh số 6)
- Thành phố Kuwait (Souk Al-Gharabally)
- Thành phố Kuwait (Tháp nước Al Sadiq)

Trong thử thách Tăng tốc của chặng này, các đội phải mặc đồ bảo hộ và mang một tấm chắn lửa để tiếp cận đầu mối bên cạnh một đám cháy dầu dựng sẵn có nhiệt độ trên 530 độ C.
 Để hoàn thành Chướng ngại vật, thành viên của mỗi đội phải leo thang lên mái của tòa Kuwait ở độ cao 610 foot (190 m). Khi đã ở trên đỉnh tháp, họ sẽ được phát một bao nhỏ đựng các miếng ghép. Sau khi đã leo trở xuống mặt đất, họ phải sắp xếp các miếng ghép thành hình hoàn chỉnh, chính là tên con đường mà họ phải đi đến.
 Lựa chọn kép của chặng là Bằng tay hoặc Tự động (Manual or Automatic). Trong Bằng tay, các đội chạy xe đến Souk Sulabiya và phải xúc đầy 10 bao thức ăn dành cho lạc đà. Khi đã hoàn tất, họ phải khiêng chúng đến nơi quy định, chất gọn gàng để nhận được đầu mối tiếp theo. Trong Tự động, các đội đi đến Trường đua Lạc đà Kuwait. Tại đây, họ phải điều khiển một con robot bằng giọng nói. Người máy này sẽ mô phỏng lại động tác của người cưỡi lạc đà. Khi lạc đà chạy được 140 thước Anh (130 m), họ sẽ nhận được đầu mối tiếp theo.

### Chặng 7 (Kuwait → Mauritius)

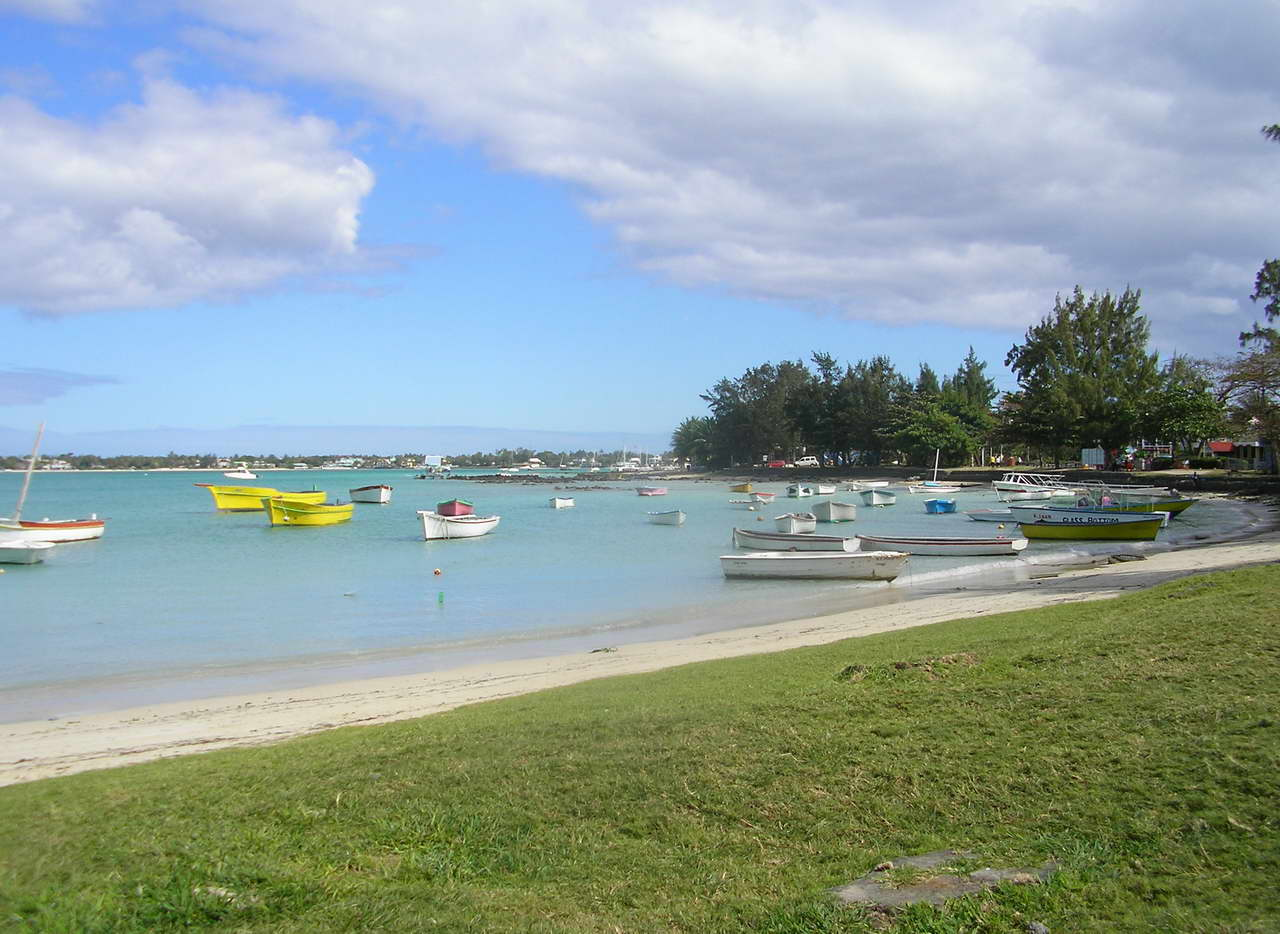
Bãi biển Grand Baie là một trong những điểm dừng chân của chặng 7.

- Thành phố Kuwait (Sân bay quốc tế Kuwait) đi Plaine Magnien,  Mauritius (Sân bay Sir Seewoosagur Ramgoolam)
- Grand Baie (Tàu Isla Mauritia)  (không được phát sóng)
- Case Noyale (Bưu điện)
- Bel Ombre (Château Bel Ombre Lưu trữ ngày 2 tháng 2 năm 2010 tại Wayback Machine)

Detour yêu cầu các đội chọn giữa Muối và Biển (Salt or Sea). Trong Muối, mỗi đội phải tìm trong bãi muối một chiếc chai có chứa đầu mối kế tiếp. Trong Biển, mỗi đội chọn một chiếc thuyền rồi đi đến đảo Île aux Benitiers. Khi đã đến nơi, các đội sử dụng bản đồ để tìm ra buồm rồi mang về thuyền của mình. Sau khi đã dựng buồm, họ phải cho thuyền đi về đất liền.
 Dù không có Roadblock nào được chiếu, một đầu mối Chướng ngại vật đã được nhìn thấy trên tay của Dustin & Kandice trên trang web của chương trình.

Thử thách phụ
- Khi đến bến cảng, họ phải bơi ra tàu được neo tại Grand Baie.

### Chặng 8 (Mauritius → Madagascar)

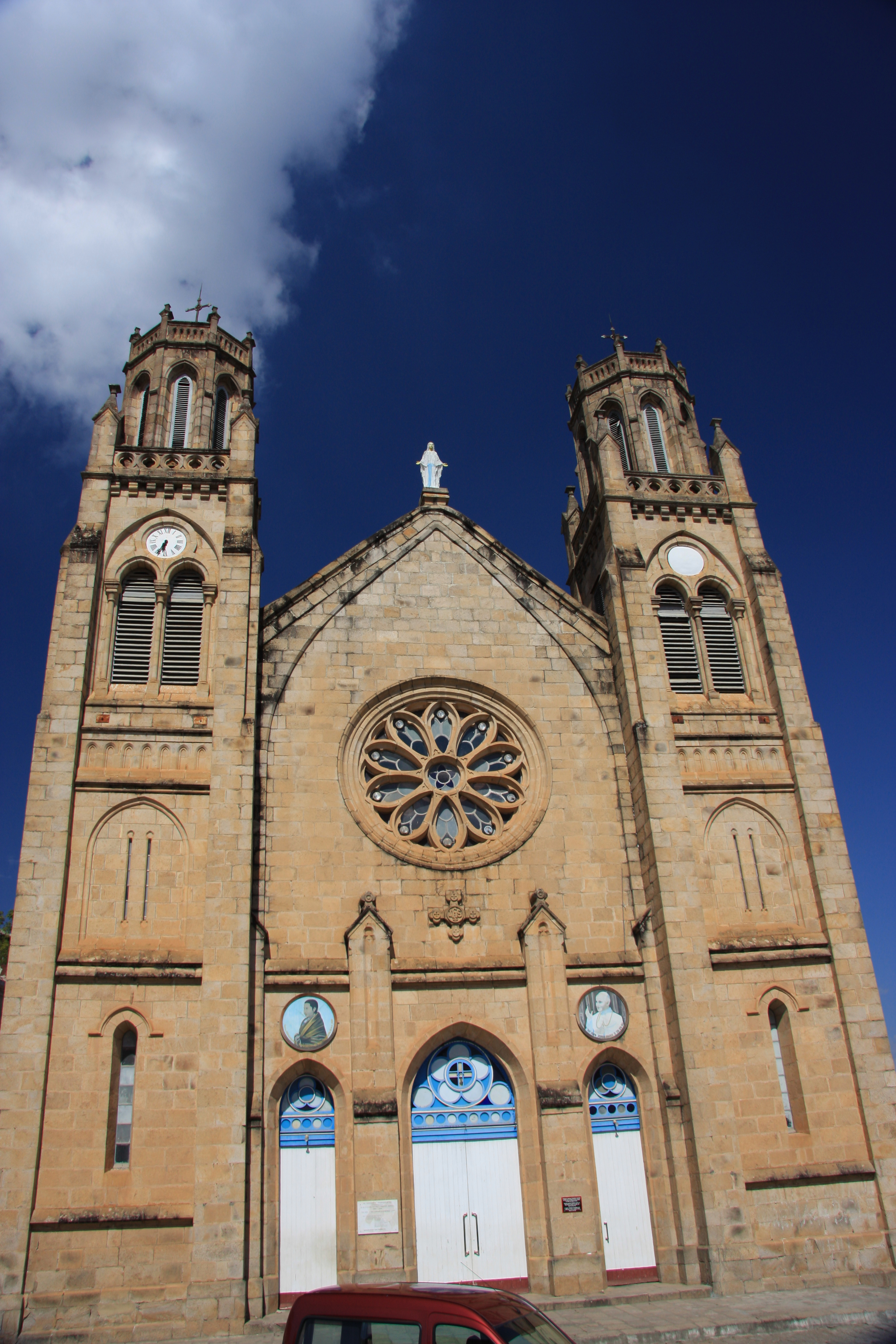
Nhà thờ Andohalo nơi các đội điểm danh ở cuối chặng 8.

- Plaine Magnien (Sân bay Sir Seewoosagur Ramgoolam) đi Antananarivo,  Madagascar (Sân bay Ivato)
- Antananarivo (Lac Anosy – tượng Black Angel)
- Antananarivo (Tohotohobato Ambondrona Analakely)
- Antananarivo (Nhà thờ Andohalo)

Tại Giao điểm, mỗi đội phải bắt cặp với một đội khác để cùng thực hiện các thử thách tiếp theo tới khi có yêu cầu kế tiếp.
 Để giành được Tăng tốc, các đội bắt cặp phải đi 2,5 dặm (4,0 km) đến một ngôi chợ. Tại đây họ phải ăn hết một phần đặc sản địa phương, môi bò.
 Lựa chọn kép gồm có Long Sleep và Short Letter. Trong Long Sleep, các đội đi đến một ngôi chợ ngoài trời và mang 8 tấm nệm đến một địa chỉ cho trước, xuyên qua đường phố của Antananarivo. Khi đã giao đủ 8 tấm nệm, người chủ sẽ đưa cho các đội đầu mối tiếp theo. Trong Short Letter, các đội đi đến một cơ sở làm giấy và hoàn thành 28 mảng giấy thủ công. Khi người nghệ sĩ hài lòng, các đội sẽ nhận được đầu mối kế tiếp. Sau khi hoàn thành Detour, các đội sẽ không còn phải thực hiện thử thách cùng nhau nữa.
Chướng ngại vật yêu cầu một thành viên của các đội thu thập đầy đủ bốn con dấu mang hình tàu thủy, tàu hỏa, máy bay và ô tô từ các người hàng rong. Thành viên còn lại của mỗi đội sẽ đi đến Trạm dừng trước và đợi đồng đội của mình, sau khi hoàn thành Roadblock đến điểm danh tại Trạm dừng.

### Chặng 9 (Madagascar → Phần Lan → Ukraina)

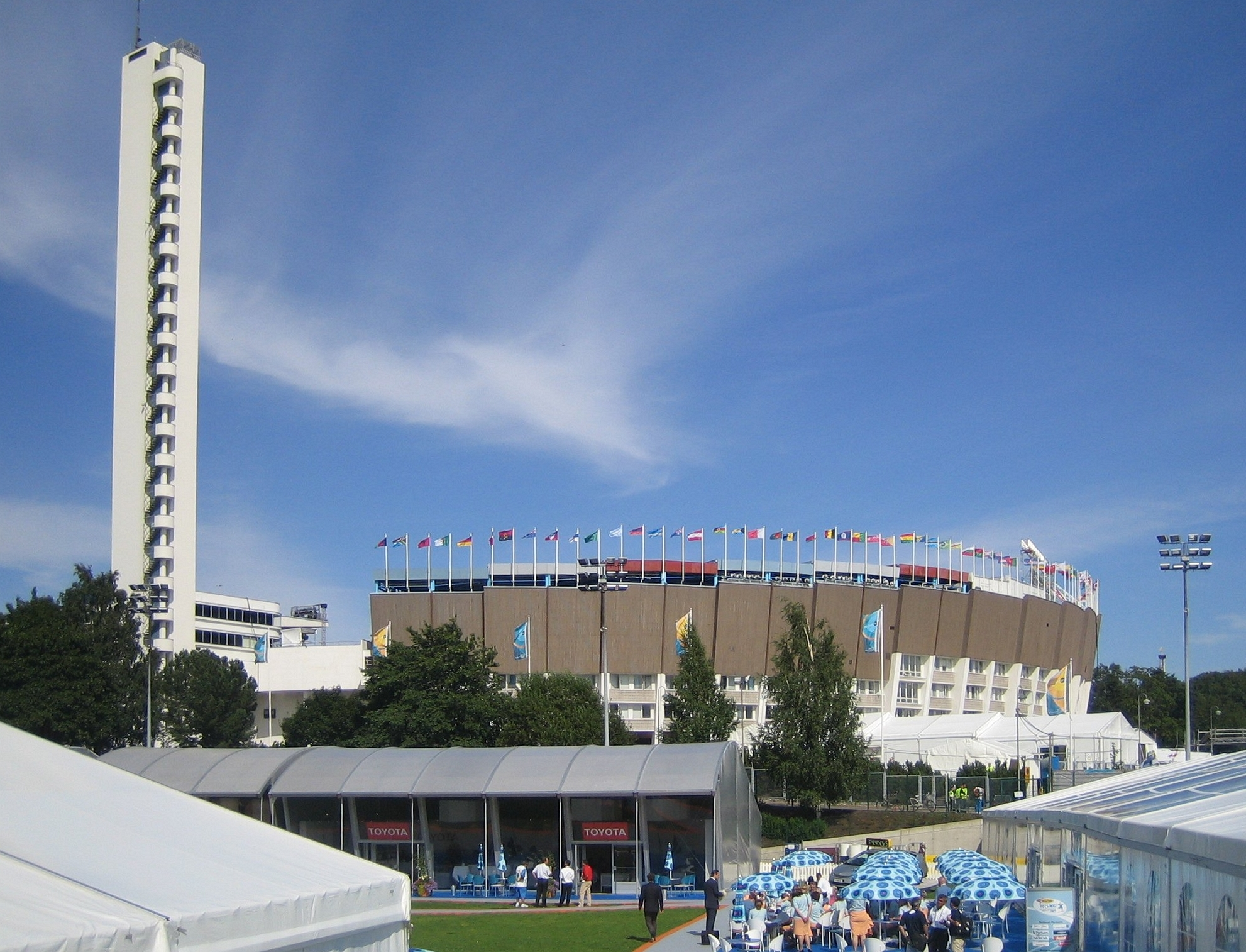
Các đội đi đến điểm giữa của chặng tại Sân vận động Olympic Helsinki.

- Antananarivo (Sân bay Ivato) đi Helsinki,  Phần Lan (Sân bay Helsinki-Vantaa)
- Helsinki (Kappeli Café)
- Helsinki (Nhà ga xe lửa trung tâm Helsinki) đi Tampere (Nhà ga xe lửaTampere)
- Ylöjärvi (Soppeenharjun koulu Lưu trữ ngày 24 tháng 1 năm 2009 tại Wayback Machine (tiếng Phần Lan))
- Tampere (Nhà ga xe lửaTampere) đi Turku (Nhà ga xe lửa trung tâm Turku)
- Lohja (Mỏ đá vôi Tytyri Lưu trữ ngày 20 tháng 7 năm 2011 tại Wayback Machine)
- Helsinki (Tháp Sân vận động Olympic Helsinki) (Điểm giữa chặng; các đội được yêu cầu "Tiếp tục cuộc đua!" ("Keep racing!"))
- Helsinki (Sân bay Helsinki-Vantaa) đi Kiev,  Ukraina (Sân bay Boryspil)
- Oster (Khu 169 Trung tâm huấn luyện xe tăng Oster)
- Kiev (Căn hộ số 33)
- Kiev (Bảo tàng Chiến tranh Vệ quốc vĩ đại)

Trong Lựa chọn kép đầu tiên, các đội phải lựa chọn giữa Swamp This và Swamp That. Cả hai thử thách đều mô phỏng cách mà các vận độn gvie6n Phần Lan tập luyện thể lực trong những tháng ấm áp. Trong Swamp This, các đội phải mang những đôi giày trượt tuyết vượt địa hình để đi xuyên qua một bãi bùn dài 1 dặm (1,6 km). Trong Swamp That, các đội phải mang theo một chướng ngại vật để đến đích đến cuối cùng.
 Chướng ngại vật đòi hỏi một thành viên của mỗi đội phải đổ dốc bằng xe đạp xuống một hầm mỏ để tìm một tảng đá vôi. Khi đã tìm được, họ phải mang trở về điểm xuất phát. Tại đây, sử dụng dụng cụ được cung cấp, họ phải phá vỡ tảng đá để thu hồi được đầu mối nằm trong đó.
Trong nửa sau của chặng dài, Roadblock yêu cầu các thí sinh phải điều khiển một chiếc xe tăng T-64 của Nga vượt qua đoạn đường được sử dụng cho viêc luyện tập của quân đội Ukraina.
 Detour gồm có Sáng tác nhạc và Tìm kiếm nhạc (Make the Music or [http://www.nmau.com.ua/ Lưu trữ ngày 25 tháng 12 năm 2008 tại Wayback Machine Find the Music). Trong Sáng tác nhạc, các đội di chuyển 3 dặm (4,8 km) đến Dance & Groove, một club nhảy hip hop ở Kiev. Tại đây, họ phải sáng tác rồi biểu diễn một bài hát rap mà trong đó có tên của tất cả các quốc gia mà họ đã đến trong suốt cuộc đua tính đến thời điểm đó. Trong Tìm kiếm nhạc, các đội di chuyển 2,5 dặm (4,0 km) đến Học viện Âm nhạc Quốc gia Ukraina. Khi đã đến nơi, họ cần phải tìm ra bản nhạc (sheet music) Concert Fantasy của of Tchaikovsky dành cho Piano và dàn nhạc. Khi đã tìm thấy, họ phải tìm ra một trong 6 nghệ sĩ dương cầm trong 120 phòng tập để giúp họ chơi bản nhạc. Trong cả hai lựa chọn, các đội d96e2u phải thay đổi trang phục để hòa hợp với không gian xung quanh.
Thử thách phụ
- Tại Kappeli Cafe, các đội phải truy cập vào hộp mail AOL của họ để nhận một e-mail cũng chính là đầu mối kế tiếp từ gia đình họ.
- Tại Sân vận động Olympic Helsinki, các đội phải đi rappel dọc theo tháp Olympic Helsinki.

### Chặng 10 (Ukraina → Maroc)
- Kiev (Sân bay Boryspil) đi Ouarzazate,  Maroc (Sân bay Ouarzazate Airport)
- Ouarzazate, Quận Kasbah (Antiquittés du Sud)
- Ouarzazate (Phim trường Atlas)
- Idelssan (Café La Pirgola)
- gần Marrakech, dãy núi Atlas (Trại du mục Berber)

Yield tại phim trường trong chặng này là Yield duy nhất được lên song trong cuộc đua lần này.
 Chướng ngại vật của chặng yêu cầu các thí sinh hóa thân thành những võ sĩ giác đấu và đua bằng những xe ngựa kiển. Trong khi đang đua, họ phải giật được 2 lá cờ cùng màu với xe của họ.
 Lựa chọn kép là lựa chọn giữa This leg's Detour was Throw It or Grind It. In Throw It, các đội đi đến Guedara và tìm tiệm gốm được chỉ định. Để hoàn thành thử thách, họ phải làm được hai cái bình gốm. Trong Grind it, các đội đi tới North African Horse, Ouarzazate. Họ đã phải lựa chọn một máy nghiền lớn sử để xay ô liu. Khi đã cho ô liu vào túi áp suất, họ sẽ nhận được đầu mối tiếp theo. Mỗi lựa chọn chỉ có ba máy và được dành cho 3 đội đầu tiên đến địa điểm thi. Sau khi hoàn thành Lựa chọn kép, các đội lái xe đến Marrakech cho đến khi nhìn thấy marker của chương trình.

### Chặng 11 (Maroc → Tây Ban Nha)

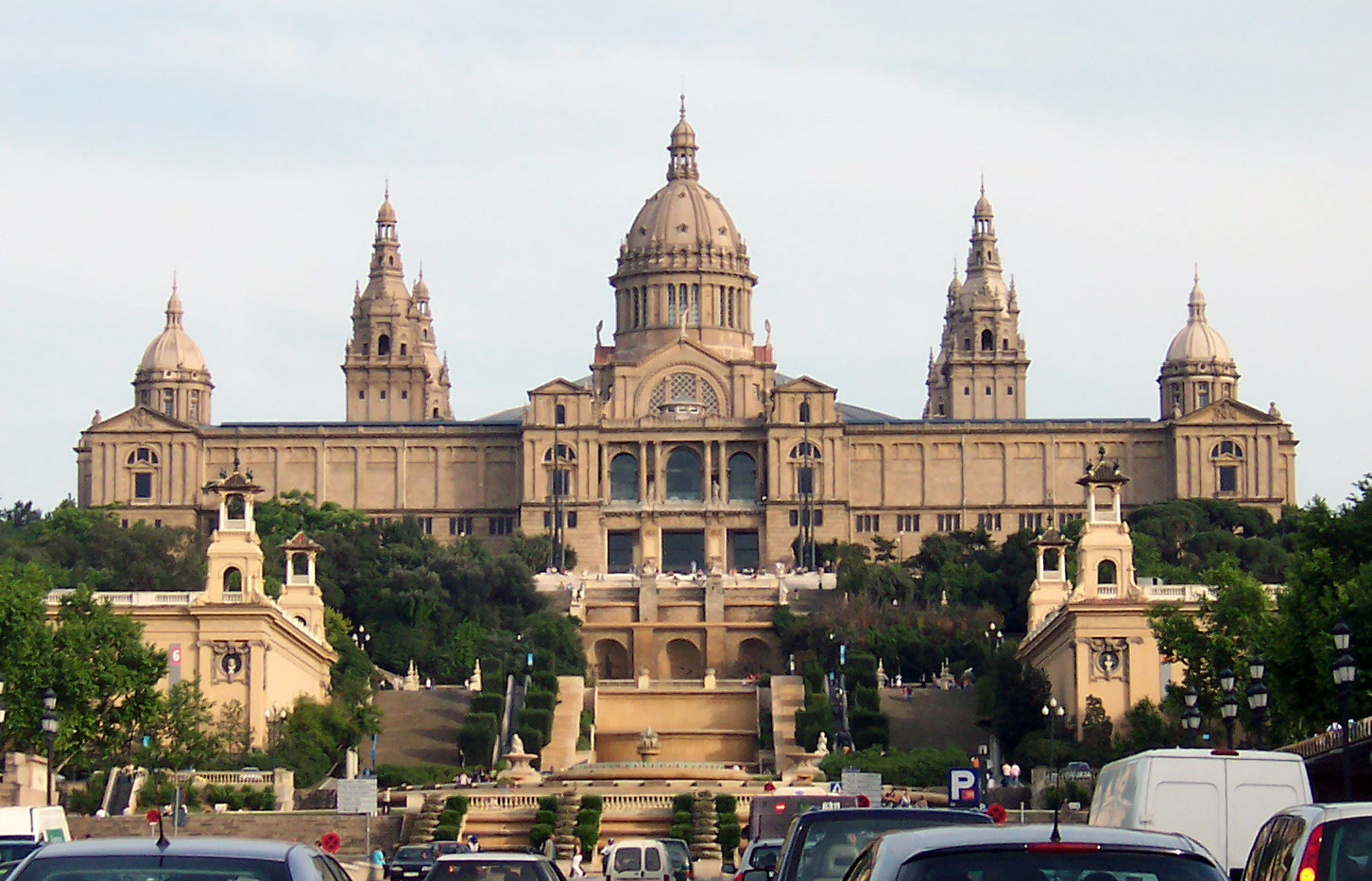
Palau Nacional de Montjuic là Trạm dừng cuối cùng của The Amazing Race 10.

- Casablanca (Quartier des Habous)
- Casablanca (Sân bay quốc tế Mohammed V) đi Barcelona,  Tây Ban Nha (Sân bay Barcelona)
- Barcelona (Parc del Laberint d'Horta)
- Barcelona (Palau Nacional de Montjuic)

Roadblock của chặng yêu cầu các đội đi vào chợ, tìm đến quầy số 11. Tại đây, mỗi thí sinh của các đội phải xay thịt lạc đà rồi xâu chúng thành xiên, đưa cho đầu bếp chuẩn bị theo công thức nấu ăn của Maroc. Khi các thí sinh đã hoàn thành phần thức ăn của mình, họ sẽ nhận được đầu mối kế tiếp.
 Lựa chọn kép gồm Lug It và Lob It. Trong Lug It, các đội mặc trang phục của người khổng lồ được biết đến với tên "gigantes y cabezudos". Họ phải đi dọc theo Las Ramblas để tìm ra Plaça de Sant Felip Neri (tiếng Tây Ban Nha) và nhận đầu mối tiếp theo. Trong Lob It, các đội đi đến Colònia Güell và tham gia vào Lễ hội cà chua. Họ phải tìm trong một chồng cà chua một trái có chứa đầu mối kế tiếp trong khi mọi người xung quanh ném cà chua vào họ như trong lễ hội này của Tây Ban Nha.

### Chặng 12 (Tây Ban Nha → Pháp → Hoa Kỳ)

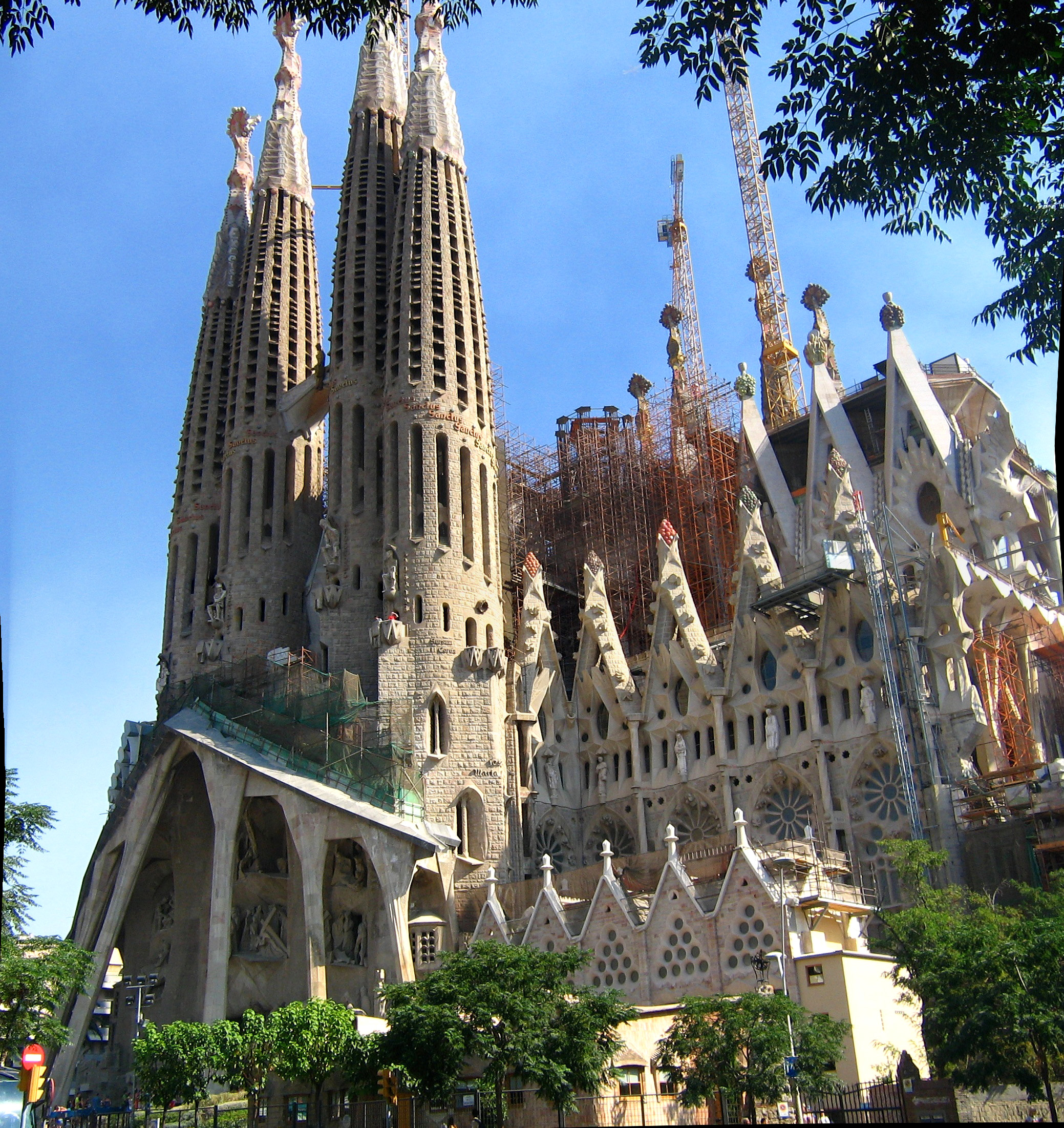
Sagrada Família, nhà thờ vẫn đang trong giai đoạn thi công từ năm 1882.

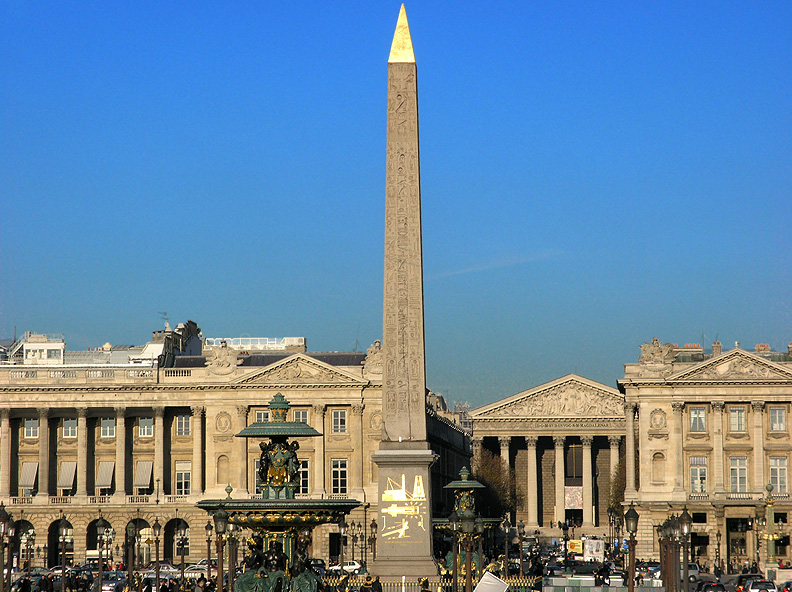
Place de la concorde, nơi các đội tìm ra đầu mối Lựa chọn kép trong chặng Chung kết.

- Barcelona (Sagrada Família)
- Barcelona (Sân bay Barcelona) đi Paris,  Pháp (Sân bay quốc tế Charles-de-Gaulle / Sân bay Orly)
- Paris (Tháp Eiffel)
- Paris (Gare Saint-Lazare) đi Caen, Basse-Normandie (Gare de Caen)
- Carpiquet (Sân bay Caen-Carpiquet)
- Bayeux (Gare de Bayeux) đi Paris (Gare Saint-Lazare) thông qua Caen
- Paris (Place de la Concorde)
- Paris (Sân bay quốc tế Charles-de-Gaulle) đi Thành phố New York, New York,  Hoa Kỳ (Sân bay quốc tế John F. Kennedy) / Newark, New Jersey (Sân bay quốc tế Newark Liberty)
- Thành phố New York (Tòa nhà Daily News)
- Thành phố New York (Tượng Alamo)
- Garrison (Học viện St. Basil)  (Finish Line)

Trong Roadblock cuối cùng của cuộc đua, một thành viên của mỗi đội phải nhảy dù tự do từ máy bay ở độ cao 13.000 foot (4.000 m) cùng với một hướng dẫn viên. Khi đáp xuống mặt đất, các thí sinh sẽ được chở đến Trạm xe lửa Bayeux bằng xe jeep quân đội. Thành viên còn lại của cá đội sẽ đi taxi đến địa điểm trên đển hội ngộ với đồng đội của mình.
 Detour cuối cùng là sự lựa chọn giữa Nghệ thuật và Thời trang (Art and Fashion). Để hoàn thành thử thách Nghệ thuật, các đội phải đi đến một studio, chọn một bức tranh rồi mang nó đến chỗ người họa sĩ đang đợi họ cạnh sông Seine. Để hoàn thành thử thách Thời trang, các đội đi bộ đến Anatomy Fashion Studio. Các đội phải làm một chiếc áo khoác với những dụng cụ và vật liệu được cung cấp sao cho vừa vặn với mannequin. 
Khi bay đến Paris, Rob & Kimberly và Tyler & James chọn bay đến Sân bay quốc tế Charles-de-Gaulle, trong khi Lyn & Karlyn bay đến Sân bay Orly. Khi bay đến New York, trong khi hai đội kia bay chuyến bay sớm hơn đến Sân bay quốc tế John F. Kennedy, Lyn & Karlyn bay chuyến bay sau đến Sân bay quốc tế Newark Liberty. Do khoảng cách thời gian giữa 2 chuyến bay khá lớn, hình ảnh Lyn & Karlyn thực hiện các thử thách ở Thành phố New York đã không được chiếu.
Thử thách phụ
- Đầu mối đầu tiên của chặng hướng dẫn các đội đi đến "Nhà thờ đang được xây dựng từ 124 năm về trước tới nay" cũng chính là Sagrada Família.
- Khi đến Tượng Alamo, các đội phải tìm một cô gái đội nón vàng, người sẽ đưa cho họ đầu mối cuối cùng của cuộc đua.